# Župnija Sv. Miklavž ob Dravi
Župnija Sv. Miklavž ob Dravi je rimskokatoliška teritorialna župnija dekanije Maribor mariborskega naddekanata, ki je del nadškofije Maribor.